# Bourg-Archambault
Bourg-Archambault är en kommun i departementet Vienne i regionen Nouvelle-Aquitaine i västra Frankrike. Kommunen ligger i kantonen Montmorillon som tillhör arrondissementet Montmorillon. År 2022 hade Bourg-Archambault 171 invånare.

## Befolkningsutveckling
Antalet invånare i kommunen Bourg-Archambault
| Referens: INSEE |